# Zur Sonne (Nemsdorf)

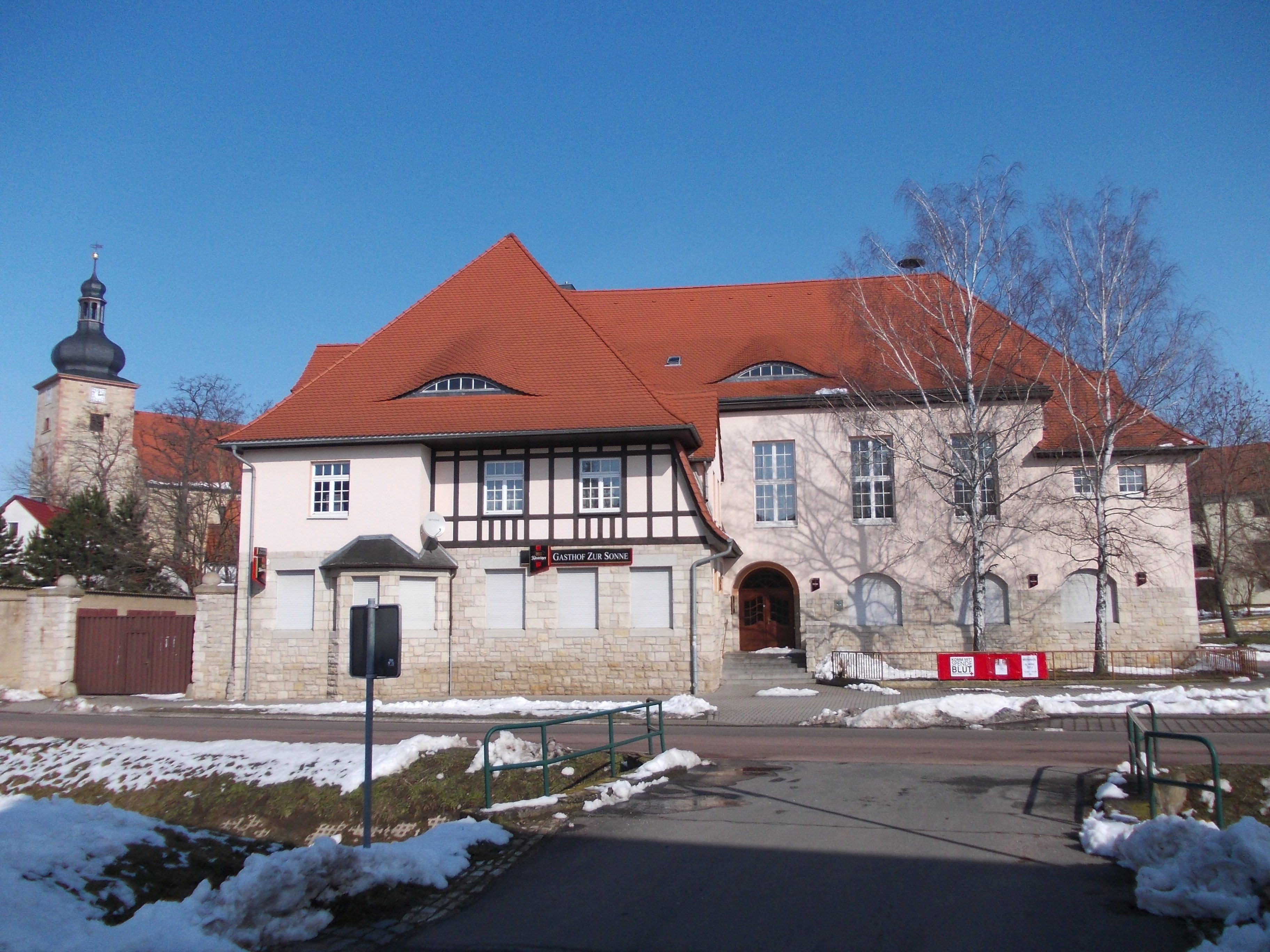
Gasthof Zur Sonne

Der Gasthof Zur Sonne ist ein denkmalgeschützter Gasthof im Ortsteil Nemsdorf der Gemeinde Nemsdorf-Göhrendorf in Sachsen-Anhalt. Im örtlichen Denkmalverzeichnis ist er unter der Erfassungsnummer 094 65562 als Baudenkmal verzeichnet.
Unter der Adresse Hauptstraße 17 in Nemsdorf befindet sich der Gasthof Zur Sonne. Das Gebäude entstand 1910 durch die Architekten Reinhard Knoch und Friedrich Kallmeyer. Der Gasthof ist bis heute in Betrieb.